# Roberto Raviola
Roberto Raviola (bolj poznan pod psevdonimom Magnus), italijanski risar stripov, * 30. maj 1939, Bologna, Italija, † 5. februar 1996, Castel del Rio.
Diplomiral je iz scenografije. Leta 1964 je s scenaristom Lucianom Secchijem (Max Bunker) pričnel dolgo in plodno sodelovanje pri ustvarjanju stripov, med katerimi so najbolj znani Kriminal, Satanik, Denis Cobb, MaxMagnus (kot samostojna zbirka izhajal tudi v Jugoslaviji) in Alan Ford. Sodelovanje pri ustvarjanju Alana Forda je zapustil pri 75. delu - »Vrnitev Superhika« (izvirno »Cala la tela per Superciuk«) in se vrnil samo še za slavnostno 200. številko »Hik hik, hura!« (izvirno »Hic Hic Urrah!«).
Od leta 1975 se je ukvarjal predvsem z risanjem erotičnih stripov, pred smrtjo leta 1996 pa je dokončal še strip o priljubljenem junaku Divjega zahoda - Tex.